# Estación de Porta Garibaldi de Milán
La estación de Milán Porta Garibaldi es una estación ferroviaria de Milán; se encuentra de poco al norte de la homónima puerta histórica, en plaza Sigmund Freud.
En esta es posible el intercambio entre: numerosas líneas ferroviarias internacionales, nacionales (también a alta velocidad) y regionales, una línea para el aeropuerto de Malpensa, 9 líneas ferroviarie suburbiales, 2 líneas del metro (M2 y M5), 5 líneas de superficie (10, 33, NM2, N25 y N26), autobús para los aeropuertos de Malpensa, Linate y Orio al Serio.
Es la principal estación de la ciudad para tráfico pendular con 25 millones de pasajeros cada año, y es la tercera como tráfico total, después de la estación Central y la estación Cadorna (a 3,5 km aproximadamente). Cuenta 20 binarios en superficie, de la cual 12 troncos.

## Historia

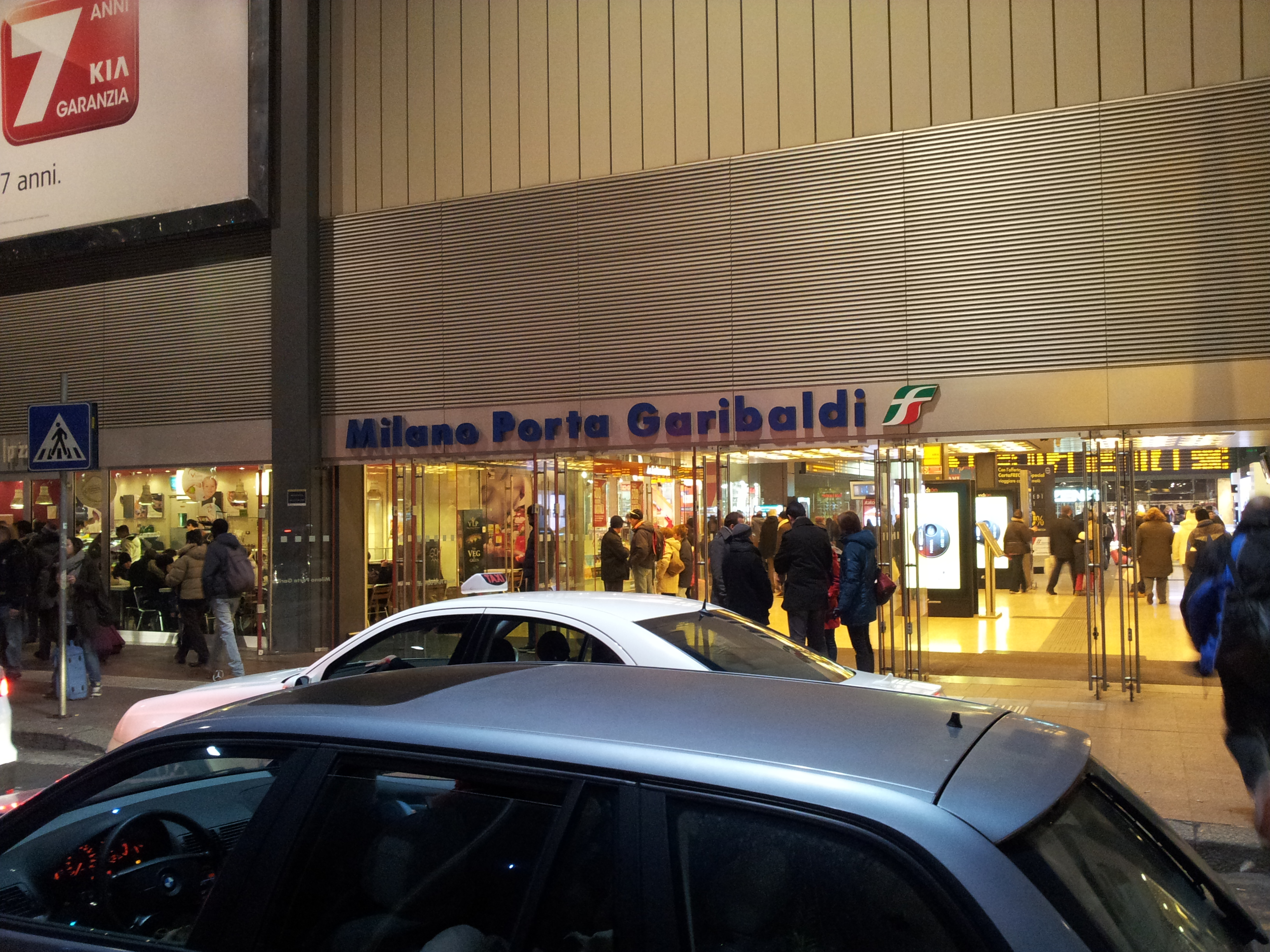
Entrada de la estación.

La estación estuvo activada el 5 de noviembre de 1961 como arretramento de la vieja estación de Porta Nuova, dicha también "de las Varesine", que fungeva de capolinea de los enlaces con Gallarate, Novara y Varese. La construcción de la estación era parte del ambicioso proyecto del nuevo Centro Direzionale de Milán.
En el 1963 estuvo enlazada por medio de una galería a la línea para Monza (estación de Griego), y con la "línea de cinturón" (estación de Lambrate) a través el Bivio Mirabello. La estación volvió así raggiungibile de todas las líneas de los Ferrocarriles del Estado afferenti al nudo de Milán.
A partir del 1997 es activo la parada subterránea, puesta sobre el passante ferroviario de Milán.

## Movimiento

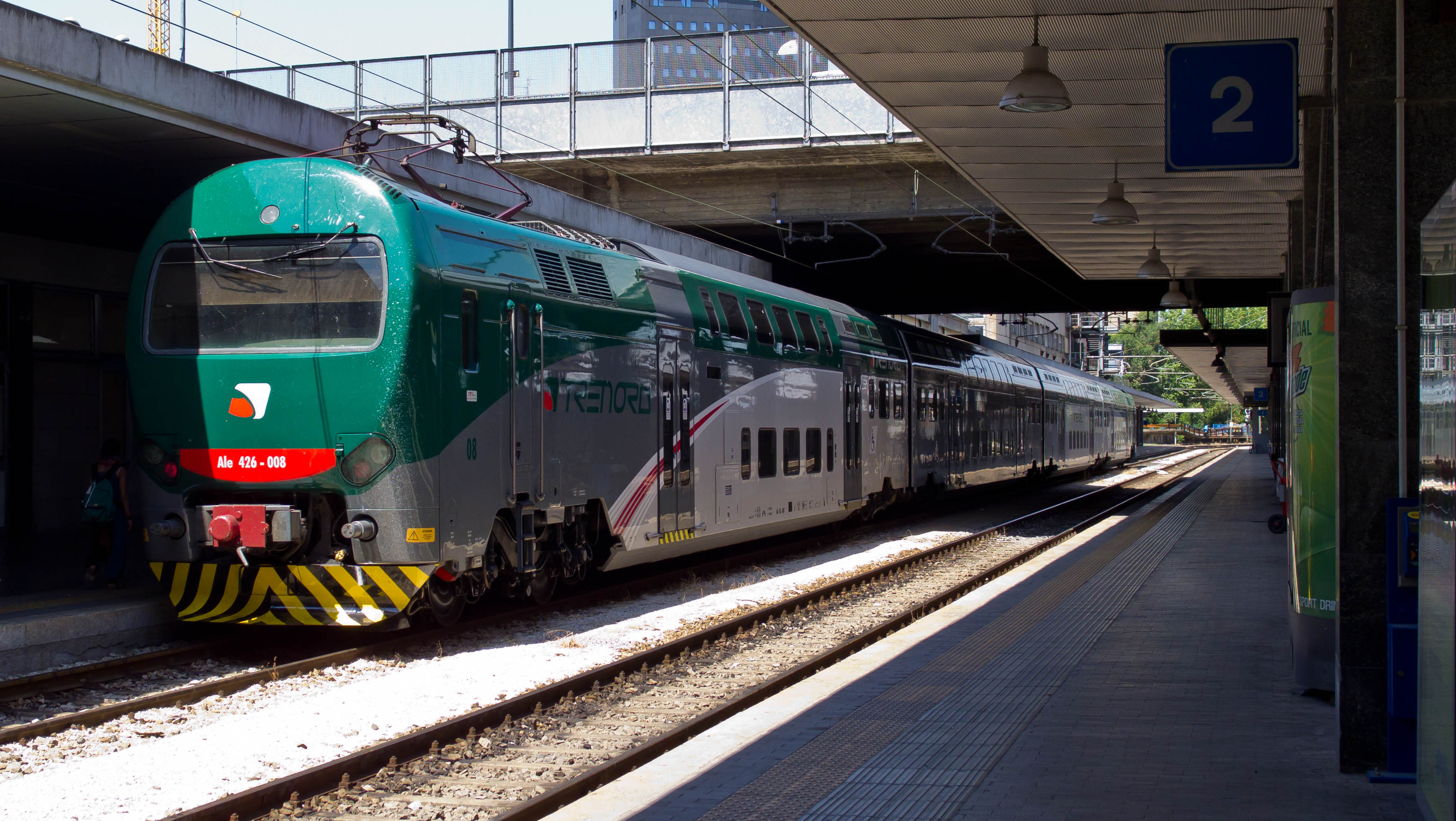
Un TAF para Varese.

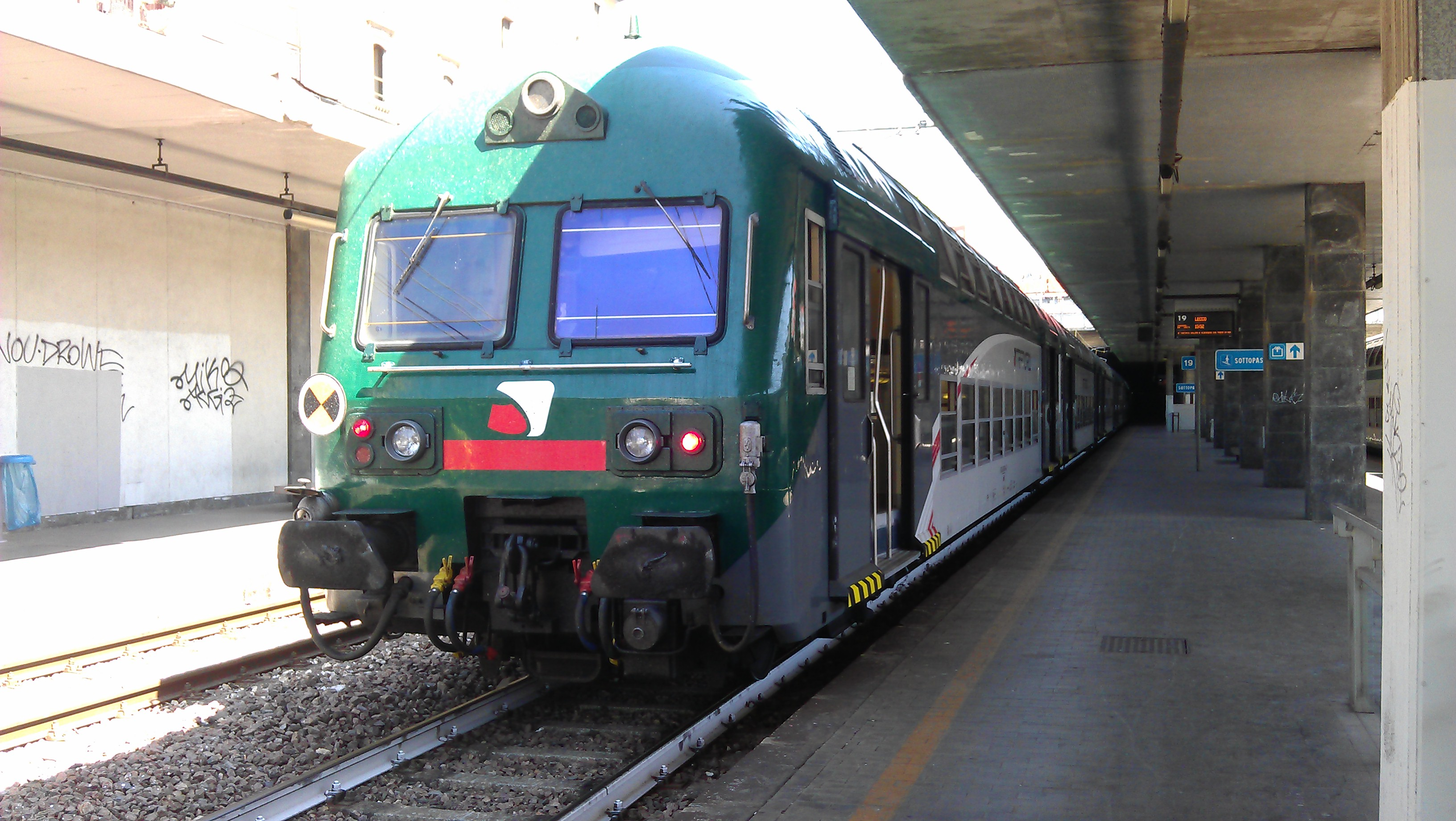
Un tren de la línea S8 en descanso al capolinea de Milán Porta Garibaldi.

La estación está de las líneas S7, S8 y S11 (superficie) y también en la parte subterránea S1, S2, S5, S6 y S13. Muchas corridas de la línea S7 S8 y S11 acaban y tienen origen de esta estación. Es también estación final del servicio internacional entre Milán Porta Garibaldi y París Haré de Lyon ( efectuado por TGV. La estación está parada del servicio Malpensa Express, especialmente del informe Milán Central - Malpensa T1/T2.
La estación transitan numerosos trenes regionales de Trenitalia y Trenord y varios trenes de alta velocidad Frecciarossa.

## Intercambios
La estación constituye un importante intercambio con las líneas M2 y M5 del Metro de Milán. En las proximidades de la estación efectúan parada algunas líneas urbanas de superficie, tranviarie y automotrices, gestionadas de ATM.